# 旧制女子専門学校
旧制女子専門学校（きゅうせいじょしせんもんがっこう）は、学校教育法が施行される前の日本において、中等教育を修了した女子に対して専門教育を行っていた旧制高等教育機関。専門学校令に基づく旧制専門学校の一種で、歴史的には多くの私立女子大学や女子短期大学、一部の公立大学の源流と位置づけられている。

## 概要
女子専門学校は、高等女学校（5年制）卒業者を対象に、修業年限3年（本科。医科は4年乃至5年、夜間部は修業年限4年）で設置された。高等女学校（4年制）卒業者を対象とした予科（修業年限1年）を設けた学校もある。女子専門学校は高等女学校の専攻科をその前身としているところが多い。設立主体は公立（府県市立・道庁立）・私立のみ（それも大半が私立）で、官立学校は存在しない。設置学科は国文・家政関係の学科が大半であるが、医学・薬学・看護関係の学科主体の学校も無視できない。
旧制の学制下の女子に対する教育機関としては、大学令による大学として女子学生を受け入れる女子大学が設置されなかったため、専門学校令による女子専門学校は、女子高等師範学校とならんで、最も上位の高等教育機関として位置付けられる。
第二次世界大戦後の学制改革に際しては、単独で新制女子大学・女子短期大学に昇格するか、他の学校と統合して共学制の総合大学になる道を選んだものがほとんどである。後者の場合、女医専を除く女専は新たに発足した新制大学の家政学部・生活科学部の構成母体となっているケースが多い。また、現存する公立大学のなかでも都道府県立大学は、戦前以来の公立旧制女専の伝統を引き継ぐ大学が多い。
なお女子医専については、戦後の教育改革の一環として医学教育を大学のみに一本化する過程で医学専門学校が大学令によって旧制医科大学に昇格したが、その中に含まれていた東京女子医学専門学校（現・東京女子医科大学）・大阪女子高等医学専門学校（大阪女子医科大学を経て現・関西医科大学）・名古屋女子医学専門学校（名古屋女子医科大学を経て現・名古屋市立大学）の3校は、初めての（そしてこれら3校のみが）大学令に基づく女子大学という性格をも帯びている。なお、「大学」の名称は先に東京女子大学や日本女子大学校が使用していたが、この2校も法令上は専門学校であった。男子の学校でも、例えば早稲田大学は1901年に東京専門学校から早稲田大学に改称するが、法令上は専門学校であり、1920年の大学令の施行により大学に昇格しているが、女子専門学校は、戦後の女子医専を除き大学令による大学への昇格はなかった。

## 公立
- 1923年（大正12年）- 福岡県女子専門学校（文・家政科）→福岡女子大学
- 1924年（大正13年）-  大阪府女子専門学校（国文・英文・家政理学科）→大阪女子大学→大阪府立大学
- 1926年（大正15年）- 宮城県女子専門学校（文・家政科）→東北大学
- 1927年（昭和2年）- 京都府立女子専門学校（文・理学科）→西京大学→京都府立大学
- 1928年（昭和3年）- 広島県立広島女子専門学校（国語・数学・保健・被服科）→広島女子短期大学→広島女子大学→県立広島女子大学→県立広島大学
- 1929年（昭和4年）- 長野県女子専門学校（国語・生活科）→長野県短期大学→長野県立大学
- 1941年（昭和16年）- 山口県立女子専門学校（国語・育児・保健・被服科）→山口女子短期大学→山口女子大学→山口県立大学
- 1943年（昭和18年）- 府立女子専門学校（数学・家事・物理化学科）→都立女子専門学校→東京都立大学→首都大学東京→東京都立大学
- 1946年（昭和21年）
  - 岩手県立女子専門学校（被服・保健科）→盛岡短期大学→岩手県立大学盛岡短期大学部
  - 尾道市立女子専門学校（国語・保健科）→尾道短期大学→尾道大学→尾道市立大学
  - 岐阜女子専門学校（英文・保健・被服科）→岐阜専門学校→岐阜短期大学→岐阜市立女子短期大学
  - 島根県立松江女子専門学校（保健・被服科）→島根県立島根農科大学女子家政短期大学部→島根女子短期大学→島根県立島根女子短期大学→島根県立大学短期大学部
- 1947年（昭和22年）
  - 大阪市立女子専門学校（被服・育児・英語科）→大阪市立大学
  - 水戸市立女子専門学校（国文・英文・被服科）（→1952年廃止）
  - 名古屋市立女子専門学校（経済・保健・被服科）→名古屋市立女子短期大学→名古屋市立大学
  - 熊本県立女子専門学校（英文・保険・被服科）→熊本女子大学→熊本県立大学
  - 愛知県立女子専門学校（国文・英文科）→愛知県立女子短期大学→愛知県立女子大学→愛知県立大学
  - 長崎県立女子専門学校（英文・保健・被服科）→長崎県立女子短期大学→長崎県立短期大学→長崎県立国際経済大学→長崎県立大学
  - 鹿児島県立女子専門学校（国文・英文・保健・被服科）→鹿児島県立大学短期大学部→鹿児島県立短期大学
  - 滋賀県立女子専門学校（英文・被服・保健科）→滋賀県立短期大学→滋賀県立大学

### 医学
- 1943年（昭和18年）
  - 岐阜県立女子医学専門学校→岐阜県立医科大学→岐阜医工科大学医学部→岐阜県立大学医学部→岐阜県立医科大学→岐阜大学医学部
  - 名古屋市立女子高等医学専門学校→名古屋市立名古屋女子医学専門学校→名古屋女子医科大学→名古屋市立大学医学部
- 1944年（昭和19年）
  - 福島県立女子医学専門学校→福島県立医科大学
  - 高知県立女子医学専門学校→高知県立女子専門学校[注釈 5]→高知県立高知女子大学→高知県立大学
  - 山梨県立女子医学専門学校→山梨県立高等学校[注釈 6]（廃校、設備は山梨大学へ）
- 1945年（昭和20年）
  - 北海道庁立女子医学専門学校→北海道立札幌医科大学
  - 秋田県立女子医学専門学校→秋田県立高等学校[注釈 6]（廃校、設備は秋田大学へ）
  - 大連女子医学専門学校（→廃校）

## 私立
第二次世界大戦終結前に大学令によって設置された女子大学は存在しないが、前述の通り女医専が新制医科大学に移行する過程で、大学令による旧制医科大学になった事例がある。日本女子大学校・東京女子大学の2校は例外的に創立時から大学（校）を称していたが、この場合も法令的には専門学校令による専門学校として分類される。
- 1904年（明治37年）

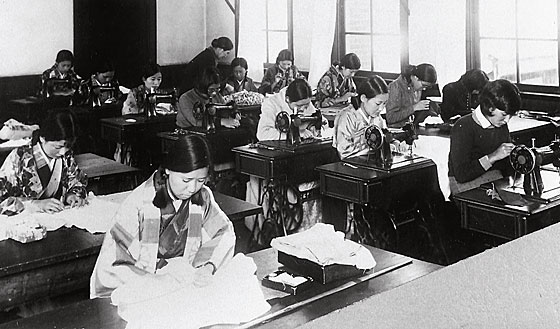
同志社女子専門学校の洋裁の授業風景（昭和5年）

  - 日本女子大学校（1901年創設）→日本女子大学
  - 女子英学塾（1900年創設）→津田英学塾→津田塾専門学校→津田塾大学
  - 青山女学院英文専門科→1920年閉鎖[1]
- 1909年（明治42年）
  - 帝国女子専門学校→相模女子大学
  - 神戸女学院専門部→神戸女学院大学部→旧名に復す→神戸女学院専門学校→神戸女学院大学
- 1912年（明治45年／大正元年）
  - 同志社女学校専門学部→同志社女子専門学校→同志社女子大学
- 1916年（大正5年）- 聖心女子学院高等専門学校→聖心女子学院専門学校→聖心女子大学
- 1918年（大正7年）- 東京女子大学
- 1919年（大正8年）- 活水女子専門学校→活水女子短期大学→活水女子大学
- 1920年（大正9年）
  - 日本女子高等学院→日本女子専門学校→昭和女子大学
  - 京都女子高等専門学校→京都女子専門学校→京都女子大学
- 1922年（大正11年）
  - 東京女子専門学校→東京家政大学
  - 梅花女子専門学校→梅花短期大学→梅花女子大学短期大学部
- 1925年（大正14年）
  - 実践女学校専門学部→実践女子専門学校→実践女子大学
  - 樟蔭女子専門学校→大阪樟蔭女子大学
- 1927年（昭和2年）
  - 東京家政専門学校→東京家政学院短期大学
  - 千代田女子専門学校→武蔵野女子短期大学→武蔵野女子学院短期大学→武蔵野女子大学短期大学部（2004年廃止）
  - 金城女子専門学校→金城学院大学
- 1928年（昭和3年）
  - 共立女子職業学校専門部→共立女子専門学校→共立女子大学
  - 和洋女子専門学校→和洋女子大学
  - 相愛女子専門学校→相愛女子短期大学
- 1929年（昭和4年）
  - 女子美術専門学校→女子美術大学
- 1930年（昭和5年）
  - 椙山女子専門学校→椙山女学園大学
  - 大谷女子専門学校→大谷女子短期大学→大阪大谷大学短期大学部
  - 安城女子専門学校→愛知学泉短期大学
- 1932年（昭和7年）- 広島女学院専門学校→広島女学院大学
- 1933年（昭和8年）- 青山学院女子専門部→青山学院女子専門学校→青山学院女子短期大学
- 1940年（昭和15年）- 天理女子専門学校→天理女子語学専門学校→天理語学専門学校→天理大学
- 1941年（昭和16年）- 帝国女子理学専門学校→東邦女子理学専門学校→東邦大学
- 1942年（昭和17年）- 大妻女子専門学校→大妻女子大学
- 1943年（昭和18年）
  - 日本女子神学校→日本基督教女子神学専門学校（→1948年日本基督教神学専門学校と併合→東京神学大学）
  - 京浜女子家政理学専門学校→京浜女子短期大学→鎌倉女子大学短期大学部
- 1944年（昭和19年）
  - 明治女子専門学校（1929年に創設された明治大学女子部を改組）→明治大学短期大学部→明治大学短期大学（ちなみに1949年度においては明治女子短期大学と明治大学短期大学とが別々に設置認可の申請を行っていた[2]）→明治大学情報コミュニケーション学部に発展的廃止
  - 光華女子専門学校→光華女子短期大学→京都光華女子大学短期大学部
  - 岡山清心女子専門学校（物理化学科、保健科、被服科）→ノートルダム清心女子大学
- 1946年（昭和21年）
  - 東北女子専門学校→東北女子短期大学→東北女子大学
  - 宮城学院女子専門学校→宮城学院女子大学
  - 関東女子専門学校→関東短期大学
  - 昭和女子専門学校→昭和学院短期大学
  - 白百合女子専門学校→白百合短期大学→白百合女子大学
  - 戸板女子専門学校→戸板女子短期大学
  - 日吉学園女子専門学校→東都専門学校（→廃止・設置者の日吉学園は玉川聖学院に改組・存続）
  - 関東学院女子専門学校→関東学院大学短期大学部→関東学院短期大学→関東学院女子短期大学→関東学院大学と併合
  - 菊花女子専門学校（→1948年閉校）
  - 交野女子専門学校→城東専門学校→大阪城東大学→大阪商業大学
  - 武庫川女子専門学校→武庫川学院女子大学→武庫川女子大学
  - 小林聖心女子学院専門学校→聖心女子大学小林分校（→1966年東京本校に併合）
  - 西南女学院専門学校→西南女学院短期大学
  - 別府女子専門学校→別府女子大学→別府大学
- 1947年（昭和22年）
  - 藤女子専門学校→藤女子短期大学→藤女子大学
  - 三島学園女子専門学校→三島学園女子短期大学→東北生活文化大学短期大学部
  - 千葉敬愛女子専門学校→千葉敬愛短期大学
  - 横浜山手女学院専門学校→フェリス女学院専門学校→フェリス女学院短期大学→フェリス女学院大学
  - 静岡女子専門学校（→1951年廃止・残った系列校は後に静岡市に移管、静岡市立商業高等学校として存続）
  - 和歌山女子専門学校→和歌山女子短期大学→和歌山信愛女子短期大学
  - 玉手山女子専門学校（→1951年廃止・後に関西女子短期大学が新設）
  - 松蔭女子専門学校→松蔭短期大学→松蔭女子学院短期大学→神戸松蔭女子学院大学短期大学部
  - 神戸山手女子専門学校→神戸山手女子短期大学→神戸山手大学→関西国際大学に統合
  - 鈴峯女子専門学校→鈴峯女子短期大学（→2017年廃止・広島修道大学に吸収され健康科学部に改組）
  - 鎮西女子専門学校（→1951年廃止・残りの系列校は鎮西敬愛学園グループとして存続）
  - 東筑紫女子専門学校→東筑紫短期大学
  - 純心女子専門学校→純心女子短期大学→長崎純心大学

### 医・歯・薬学
- 1912年（明治45年／大正元年）- 東京女子医学専門学校→東京女子医科大学
- 1922年（大正11年）- 東京女子歯科医学専門学校→日本女子歯科医学専門学校→日本高等学校[注釈 6]→日本女子衛生短期大学→神奈川歯科大学
- 1925年（大正14年）
  - 帝国女子医学専門学校→帝国女子医学薬学専門学校→東邦女子医学薬学専門学校→東邦大学
  - 道修女子薬学専門学校→帝国薬学専門学校→大阪薬科大学→大阪医科薬科大学
- 1926年（大正15年）- 東洋女子歯科医学専門学校→東洋高等学校[注釈 6]→東洋女子短期大学→東洋学園大学
- 1928年（昭和3年）- 大阪女子高等医学専門学校→大阪女子医科大学→関西医科大学
- 1930年（昭和5年）
  - 東京女子薬学専門学校→明治薬科大学
  - 昭和女子薬学専門学校→昭和女子薬科大学→昭和薬科大学
  - 共立女子薬学専門学校→共立薬科大学→慶應義塾大学薬学部
- 1931年（昭和6年）- 東京薬学専門学校女子部→東京薬科大学
- 1932年（昭和7年）- 神戸女子薬学専門学校→神戸女子薬科大学→神戸薬科大学
- 1945年（昭和20年） - 静岡女子薬学専門学校→静岡薬学専門学校→静岡県立薬学専門学校（公立移管）→静岡薬科大学→静岡県立大学

### 看護
- 1927年（昭和2年）- 聖路加女子専門学校→興健女子専門学校→旧名に復す→聖路加短期大学→聖路加看護大学→聖路加国際大学
- 1943年（昭和18年）- 東京女子厚生専門学校→東京女子医科大学看護専門学校
- 1945年（昭和20年）- 京都女子厚生専門学校（→1952年閉校・後に京都家政短期大学が新設→京都文教短期大学）
- 1946年（昭和21年）
  - 弘前女子厚生専門学校（→1956年閉校・残りの系列校が専門学校（新制）の弘前厚生学院として存続）
  - 日本赤十字女子専門学校→日本赤十字女子短期大学→日本赤十字看護大学
- 1947年（昭和22年）- 札幌天使女子厚生専門学校→天使厚生短期大学→天使女子短期大学→天使大学

### 商業
- 1928年（昭和3年）- 女子経済専門学校→東京女子経済専門学校→東京文化短期大学→新渡戸文化短期大学
- 1929年（昭和4年）- 日本女子高等商業学校→日本女子経済短期大学→嘉悦女子短期大学→嘉悦大学

### 農芸
- 1945年（昭和20年）
  - 恵泉女子農芸専門学校→恵泉女学園専門学校→恵泉女学園短期大学→恵泉女学園園芸短期大学→恵泉女学園大学に吸収・廃止
  - 大和農芸女子専門学校→大和農芸家政短期大学→大和学園女子短期大学→聖セシリア女子短期大学
- 1946年（昭和21年）- 淑徳女子農芸専門学校→淑徳短期大学

### 体育
- 1926年（大正15年）- 日本女子体育専門学校→日本女子体育短期大学→日本女子体育大学
- 1944年（昭和19年）- 東京女子体育専門学校→東京女子体育短期大学